# JTV 뉴스 (1100)
《JTV 뉴스 (1100)》는 JTV MAGIC FM(FM 90.1MHz)에서 평일 오전 11시에 방송되었던 라디오 뉴스 프로그램이다.